# 武田八幡宮
武田八幡宮（たけだはちまんぐう）は、山梨県韮崎市にある神社。同市神山町北宮地集落の西部にあり、旧社格は県社。本殿は国の重要文化財に指定されている。

## 歴史
社伝によれば、822年（弘仁13年）に宇佐神宮または石清水八幡宮の分霊を勅命によって勧請し、地名から武田八幡宮と称したのが草創とされる。一方で『甲斐国志』は当宮の別当寺である法善寺（南アルプス市）の記録に基づき、同じく822年に空海の夢の中で八幡大菩薩が武田郷に出現したため神祠を構えたのを起源としている。なお、同書では日本武尊の子である武田王が御殿を設けた事が武田の地名の由来であり、武田王が館の北東の祠を館内に移して祀ったのが武田武大神の起源としている。
甲斐国には石和八幡宮（笛吹市）や窪八幡神社（山梨市）など武田氏により勧請された八幡社が分布しているが、『甲斐国社記・寺記』によれば、清和天皇の頃に奉幣と社領の寄進が行なわれた後、武田信義が武田八幡宮を氏神とし、社頭の再建などを行なったという。
歴代の甲斐国司も造営を行なったという。戦国時代には甲斐守護・武田晴信（後の信玄）が再建し、社蔵棟札によれば、天文10年12月23日（1542年1月19日）に晴信は大檀主として嫡子・武田義信とともに再建したという。この造営は国主となった晴信の最初の事業でもあった。『甲斐国社記・寺記』によれば、天文10年の再建時には苗敷山穂見神社（韮崎市旭町）の別当・阿闍梨栄真が小旦那として再建に携わったという。
永禄3年（1560年）に信玄が国中の諸社に対して甲府の府中八幡宮への参勤を命じた際、武田八幡宮は甲斐国一宮の浅間神社など10社とともに参勤を免除されている。天正10年2月19日（1582年3月23日）には、織田信長の甲州征伐に際して、武田勝頼の妻・北条夫人が勝頼の武運を祈って祈願文を捧げた。この祈願文は掛軸に仕立てられ、県指定の有形文化財となっている。
武田氏の滅亡後、甲斐の領主となった徳川家康は、天正11年4月18日（1583年6月8日）に社領を安堵している。また、社記によると天正年間に、平岩親吉に命じて当社の造営を行なったとされる。慶長9年3月23日（1604年4月22日）には境内での樹木伐採や放放、諸役の賦課などが禁止されている。1622年（寛文2年）に甲府徳川家の家老が巡見として由緒を調査し、修復料が支払われた。また、柳沢吉保は甲府藩主の時代に修復を行なっている。安永年間には社殿が大破して修理を行い、1853年（嘉永6年）にも修復されている。将軍や国主の代替りの際には巡見役や役人が参詣し、国内が不穏な場合には国主からの神事執行が依頼されたという。柳沢家からは旱魃の際に雨ごいの祈祷が依頼され、初穂料として金・300疋が支払われている。社記によれば正月や祭礼の時には神主が甲府城の楽屋曲輪まで祈祷札を届け、甲府勤番が追手門まで出迎えたという。

## 祭神
- 誉田別命（中殿）
- 足仲津彦命（左殿）
- 息長足姫命（右殿）
- 武田武大神（相殿）

の四柱。

## 祭礼
祭礼は国家安穏・万民平癒を祈願するものが多く、毎年8月14日の大祭には国家長久を祈り、神輿が宮久保村まで御幸して神楽が行われたが、江戸時代中期には神輿を境内で動かすだけになった。また、前後の7日間は奉射的神事があり、翌15日までは別当寺の法善寺で別祭が執行された。祭礼終了後の17日には御祓・御神影を献上していたという。
この他の神事として
- 2月の初卯日: 神事
- 3月15日: 疱瘡麻疹安軽之祭
- 6月15日: 御田植祭
- 11月1日、14日: 鎮火神事
- 11月9日から15日: 宮籠の神事

などがあった。

## 文化財

### 重要文化財（国指定）

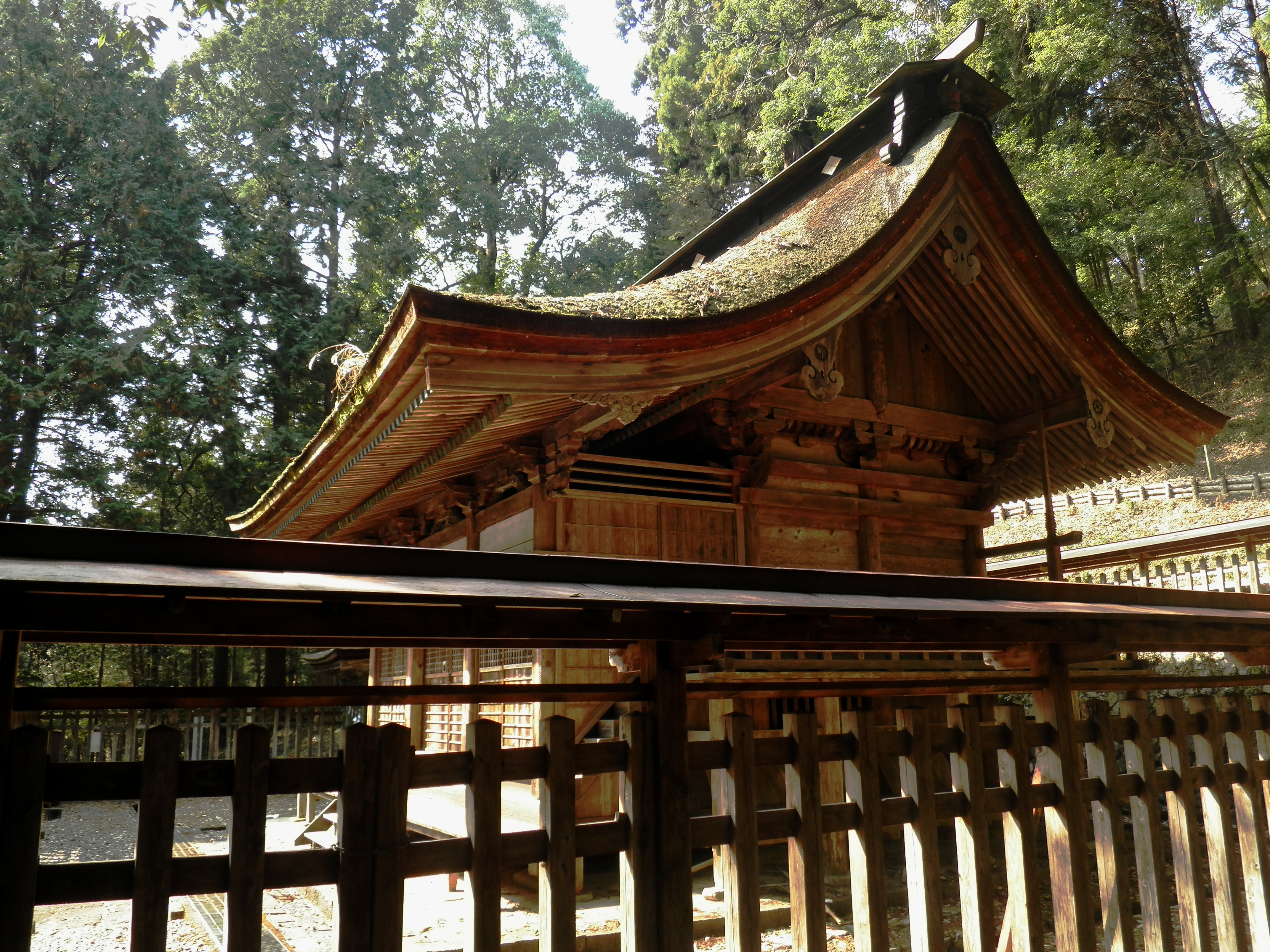
本殿

- 本殿（附棟札5枚、旧巻斗1箇） - 檜皮葺き、三間社流造

### 山梨県指定有形文化財
- 末社若宮八幡神社本殿 - 檜皮葺、一間社流造
- 石鳥居（附 正面石垣）
- 二の鳥居（附 神額1面 輿石1基）
- 武田勝頼夫人北条氏祈願文

## 交通
- JR東日本中央本線韮崎駅からバス15分